# Re:Action
『re:Action』（リアクション）は、スキマスイッチのセルフカバー・アルバム。

## 解説
- 全12組のアーティストをプロデューサーに迎え制作された、リアレンジ・リプロデュースアルバム[2]。
- 各アーティストには「スキマスイッチのオリジナル音源は一度忘れてもらった上で、詞と曲を各プロデューサーに渡した時にどういう風に装飾してもらえますか？」と依頼しており、大橋のボーカルを取り直すという条件以外は「書き直すこと、書き足すこともあり。プロデューサー目線で何をして頂いても大丈夫。」としている。この結果、常田が一切演奏に参加していない楽曲も収録されている（クレジットには「Watch」と記載されている）[3][4]。
- アーティストと楽曲の組合せは「（そのアーティストのサウンドに）変えてくれそうと思ったり、変えやすそうと思ってもらえたら」という視点で決められた[3]。
- アルバムタイトルは、今回のテーマである「リアレンジ」から“re”を使うこと、“re”を外しても意味が通ることを意識して決められた。候補として『re:Arrange』や『re:Produce』があったが「“re”を切り離した時の方が意味が大きくなり過ぎる」こと、「切り離した時に意味が変わると良い」と考えたことから最終的に『re:Action』に決定した[4]。
- “Action”の“A”だけ大文字なのは、「“re”が返信の[Re: ]みたいに見えたら」というアイデアから[4]。
- アルバムの制作期間は2年程度[3]。
- セルフカバー・アルバムとしては、2012年発売の『DOUBLES BEST』以来となる。
- 初回生産限定盤（ボーナスCD付）、通常盤の2種類同時発売。初回盤はBlu-spec CD2仕様でスリーブケース付。2018年ユニバーサルミュージックに移籍時に「スキマスイッチ」までのアルバムと一緒に再発されている

## 収録曲
- 全作詞・作曲：スキマスイッチ

1. 全力少年 produced by 奥田民生  –  (4:38)[1]
  - 24thシングル
  - テレビアニメ『ALL OUT!!』エンディングテーマ[5]
  - MBSテレビ『KOBELCOスポーツスペシャル 全国高校ラグビー大会ハイライト』オープニングテーマ
2. 僕と傘と日曜日 produced by 田島貴男 (ORIGINAL LOVE)  –  (5:35)[1]
  - オリジナル音源に比べアップテンポなアレンジとなっている[3]。
  - 大橋は本作の中で難しかった楽曲の一つとして本曲を挙げている。[3]。
  - アップテンポになったことで歌詞がはまらず口が回らなくなったため、当初田島が想定していたものより2つテンポを落とすこととなった[3]。
3. フィクション produced by フラワーカンパニーズ  –  (4:26)[1]
  - フラワーカンパニーズとスキマスイッチで一緒にセッションしながら制作された[3]。
4. ユリーカ produced by GRAPEVINE  –  (4:38)[1]
  - ボーカルは「ロックバンドのヴォーカルになった気持ちで歌って欲しい」というオーダーの基、レコーディングされた[3]。
  - 常田は本作の中で一番難しかった楽曲として本曲を挙げている[3]。
  - レコーディングにおいて常田は「キーボードを入れて欲しい。でも音は出さないで欲しい。」「ノイズみたいな感じでコードでもない、フレーズでもない、音程でもないのを考えて欲しい。」というオーダーを受け、試行錯誤したことを明かしている[3]。
5. マリンスノウ produced by TRICERATOPS  –  (5:04)[1]
  - ロックなアレンジになっている[6]。
  - メロディーはオリジナル音源から大きくアレンジされている[6]。
6. Ah Yeah!! produced by 澤野弘之  –  (5:37)[1]
  - マイナー調でミディアムなデジタルロックサウンドにアレンジされている[6]。
  - 澤野は「原曲とどれくらい違うアプローチのサウンドに出来るかを意識しました。」と語っている[6]。
  - 大橋は本作の中で難しかった楽曲の一つとして本曲を挙げている。[3]。
  - 大橋はボーカルのレコーディングについて「自分がしっかり前に立っていないとサウンドに飲み込まれてしまう感じがして難しかった」と語っている[3]。
7. 奏（かなで） re:produced by スキマスイッチ  –  (5:12)[1]
  - 本作で唯一のセルフプロデュースの楽曲。
  - 奏 (かなで) for 一週間フレンズ。から、前半のアレンジを変更しボーカルを録り直したもの[3]。
  - オリジナル音源では打ち込みだったドラムやストリングスが生演奏になっている[4]。
  - 常田は「ライヴを含め、色々なヴァージョンを自分たちで作ってきているので、その集大成とまではいきませんが、今考えうる中の一番良いものをこの曲に対してはやってあげたいなという気持ちでした。」と語っている[3]。
8. 晴ときどき曇 produced by BENNY SINGS  –  (4:15)[1]
  - アレンジのテーマは「80'sスタイル」[3]。
  - 楽器のほとんどはKorgのTritonというシンセサイザーを使っている[6]。
  - アムステルダムにあるBenny Singsのスタジオでレコーディングされた[3]。
9. 君のとなり produced by 小田和正  –  (3:49)[1]
  - 2006年の『クリスマスの約束』に出演した際に小田と共作した「僕らなら」を基に制作された新曲。メロディーはそのままに歌詞とタイトルを一新している[7]。
  - 本曲は、本作への参加を依頼した際に、小田から「あの時の曲を甦らせよう」と“逆提案”を受けて実現したもの[7]。
10. ふれて未来を produced by 真心ブラザーズ  –  (6:01)[1]
  - 都会的なムードが漂うソウル風のアレンジとなっている[8]。
  - リズムは「とにかく歌いづらい」ことを意識して制作された[3]。
11. ゴールデンタイムラバー produced by RHYMESTER  –  (6:55)[1]
  - RHYMESTERのコンピレーション・アルバム『ベストバウト 2 RHYMESTER Featuring Works 2006-2018』にも収録。
12. 冬の口笛 produced by SPECIAL OTHERS  –  (4:34)[1]
  - 「インストバンドにプロデュースをお願いしたかった」と考えていたことから、大橋の発案でSPECIAL OTHERSに依頼をすることとなった[3][9]。
  - 本作を通じて「大橋のボーカルを録り直す」ことが条件であったが、本曲に限っては「歌が必要なければインストでも良い」というオーダーを出していた[3]。
  - リアレンジのアイデアとして「サーフっぽいアレンジ」もあったが、SPECIAL OTHER曰く「（オリジナル音源の）コード進行が完成されていた」こともあり、ある程度原曲をなぞる形に落ち着いた[9]。
  - ボーカルは「みんなでセッションぽくやってる感じ」というディレクションのもとレコーディングされた。SPECIAL OTHERSの芹澤 "REMI" 優真は「普段のスキマスイッチさんじゃない、“黒さ”が思いっきり出てる歌い方」と評している[9]。
13. 回奏パズル produced by KAN  –  (7:09)[1]
  - スキマスイッチの過去の楽曲を組み合わせて作られた新曲[4]。
  - 歌詞・メロディラインと楽曲全体が過去の楽曲のフレーズで構成されている[4]。
  - 「スキマスイッチの既発曲のすべてのメロディと歌詞を“素材”にして、新しい曲を作ってほしい」という依頼に基づいて制作された[10]。
  - この依頼は、KANのライブでは恒例となっている、ライブのセットリストをメドレーで演奏する「今日のダイジェスト」からスキマスイッチが着想を得たもの[4]。
  - 当初はKANにも既出の楽曲をリアレンジを依頼しており、KANは「ムーンライトで行こうを希望していた[3]。
  - KANは「（どの曲が素材となっているか）クイズにしたい」と語っており、素材となった楽曲について、26曲が使われていることは明かしているものの、曲名については公開していない[11]。
  - 制作にあたり、KANはスキマスイッチの全CDを購入し「2016年は俺が世界で一番スキマスイッチを聴いた」という程楽曲を聴き込んだことを明かしている[4]。
  - KANは自身のラジオ番組で、制作に11ヶ月を要したことを明かしている[10]。

### DISC-2（初回限定盤）
- リアレンジ楽曲のオリジナル音源

1. 全力少年
2. 僕と傘と日曜日
3. フィクション
4. ユリーカ
5. マリンスノウ
6. Ah Yeah!!
7. 奏（かなで）
8. 晴ときどき曇
9. ふれて未来を
10. ゴールデンタイムラバー
11. 冬の口笛

## 参加ミュージシャン (Disc 1)
1. 全力少年 produced by 奥田民生
  - 大橋卓弥：Vocal
  - 常田真太郎：Organ
  - 奥田民生：Guitar, Bass, Drums, Percussions, Chorus
  - 斎藤有太：Piano, Wurlitzer
2. 僕と傘と日曜日 produced by 田島貴男 (ORIGINAL LOVE)
  - 大橋卓弥：Vocal
  - 常田真太郎：Watch
  - 田島貴男：Guitar, Programming
  - 鹿島達也：Bass
  - 佐野康夫：Drums
  - 冨田謙：Keyboard
  - 村田陽一：Trombone
  - 山本拓夫：Sax
  - 西村浩二：Trumpet
3. フィクション produced by フラワーカンパニーズ
  - 大橋卓弥：Vocal
  - 常田真太郎：Organ, Chorus, Handclap
  - 鈴木圭介：Harp, Chorus, Handclap
  - グレートマエカワ：Bass, Chorus, Handclap
  - ミスター小西：Drums, Chorus, Handclap
  - 竹安堅一：Electric Guitar, Chorus, Handclap
  - 藤井寿光：Instrumental Technician
4. ユリーカ produced by GRAPEVINE
  - 大橋卓弥：Vocal
  - 常田真太郎：Noise
  - 田中和将：Guitar, Additional Vocal
  - 西川弘剛：Guitar
  - 亀井亨：Drums
  - 根岸孝旨：Bass
  - クラッシャー木村：Violin
5. マリンスノウ produced by TRICERATOPS
  - 大橋卓弥：Vocal, Handclap
  - 常田真太郎：Handclap
  - 和田唱：Guitars, Keyboards, Backing Vocals, Handclap
  - 林幸治：Bass, Handclap
  - 吉田佳史：Drums, Percussion, Handclap
6. Ah Yeah!! produced by 澤野弘之
  - 大橋卓弥：Vocal
  - 常田真太郎：Additional Piano
  - 澤野弘之：Piano, Keyboards, All Other Instruments
  - 田辺トシノ：Bass
  - 山内“マッショイ”優：Drums
  - 伊藤ハルトシ：Guitars, Cello
7. 奏（かなで） re:produced by スキマスイッチ
  - 大橋卓弥：Vocal
  - 常田真太郎：Wurlitzer, Other Instruments
  - 沖山優司：Bass
  - 河村“カースケ”智康：Drums
  - 石成正人：Acoustic Guitar, Electric Guitar
  - 弦一徹ストリングス：Strings
8. 晴ときどき曇 produced by BENNY SINGS
  - 大橋卓弥：Vocal, Chorus
  - 常田真太郎：Watch
  - BENNY SINGS：All Instruments, Chorus
9. 君のとなり produced by 小田和正
  - 大橋卓弥：Vocal, Chorus
  - 常田真太郎：Watch
  - 小田和正, 松たか子：Chorus
  - 木村万作：Drums
  - 佐橋佳幸：Guitars
  - 金原ストリングスグループ：Strings
  - 望月英樹：Programming
10. ふれて未来を produced by 真心ブラザーズ
  - 大橋卓弥：Vocal
  - 常田真太郎：Sequential Tom
  - YO-KING：Chorus
  - 桜井秀俊：Guitar
  - 岡部晴彦：Bass
  - 伊藤大地：Drums
11. ゴールデンタイムラバー produced by RHYMESTER
  - 大橋卓弥：Vocal
  - 常田真太郎：Piano
  - 宇多丸, Mummy-D：Rap
  - DJ JIN：Arrangement
  - 四方田“Temjin”直人：Trumpet
  - 栗原健：Tenor Sax
  - 小林“Bobsan”直一：Guitar
  - 溝口祐毅 a.k.a. MZO：Funky Organ
  - 吉川衛：Bass
  - 岡野“Tiger”諭：Drums
12. 冬の口笛 produced by SPECIAL OTHERS
  - 大橋卓弥：Vocal
  - 常田真太郎：Rhodes
  - 宮原“TOYIN”良太：Drums
  - 又吉“SEGUN”優也：Bass
  - 柳下“DAYO”武史：Guitar
  - 芹澤“REMI”遊真：Organ
13. 回奏パズル produced by KAN
  - 大橋卓弥：Vocal, Chorus
  - 常田真太郎：Watch
  - KAN：Keyboard Data Programming, Service Guitar Solo
  - 江口信夫：Drums, Tambourine
  - 美久月千晴：Bass
  - 佐藤大剛：Acoustic Guitar, Electric Guitar
  - 菊谷和樹：Synthesizer Operation
  - 室屋光一郎ストリングス：Strings
  - 庄司さとし：Oboe d'amore

## ライブ映像作品
新録楽曲のみ記載。既出の楽曲については、初収録の作品ページを参照。
| 曲名                            | 発売年 | 作品名                                                 |
| ------------------------------- | ------ | ------------------------------------------------------ |
| 君のとなり produced by 小田和正 | 2017年 | SUKIMASWITCH TOUR 2017 “re:Action”THE MOVIE for DELUXE |
| 回奏パズル produced by KAN      | 2017年 | SUKIMASWITCH TOUR 2017 “re:Action”THE MOVIE for DELUXE |